# Adrià Moncanut Moré
Adrià Moncanut Moré (Girona, 6 d'octubre del 2002) és un jugador català de bàsquet vinculat al Bàsquet Girona de la Lliga LEB Or. Amb 1.85 d'alçada, la seva posició dins la pista és de base.
Va formar part de la primera generació que ha superat totes les categories del club, d'infantil a júnior. Forma part del CB Sant Narcís però la pandèmia de la covid-19 li ha obert les portes el 2020 per formar part del Bàsquet Girona i així debutar dins la LEB Or.